# Vogesenrind

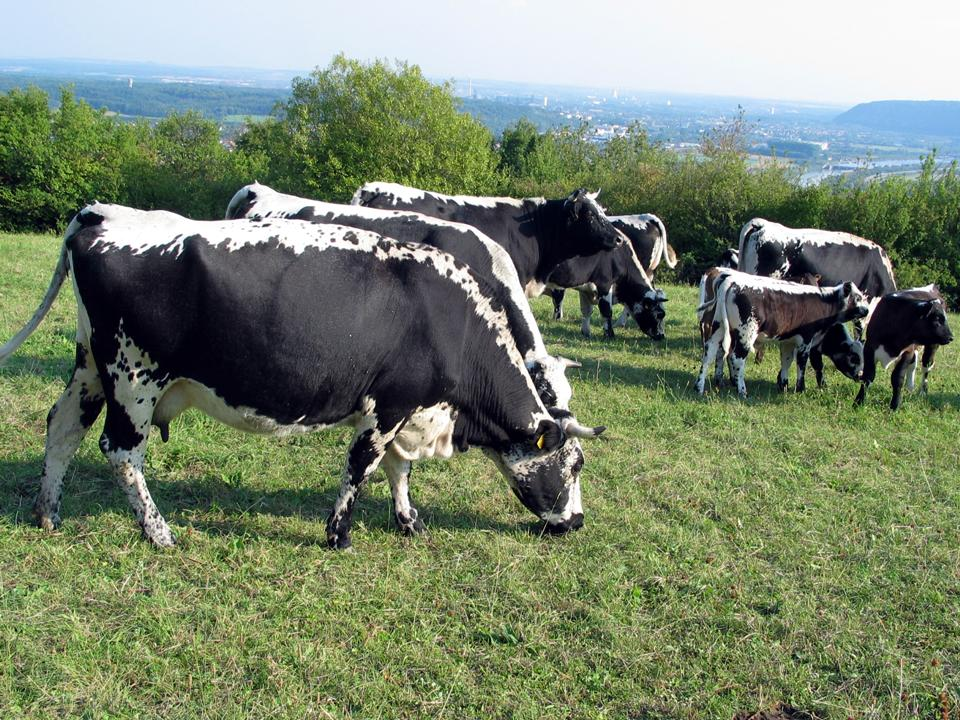
Mutterkuhherde im Naturschutzgroßgebiet „Wolferskopf“ mit Saargau im Hintergrund

Das Vogesenrind ist eine vom Aussterben bedrohte alte Haustierrasse. Ihre Weiterzucht und damit ihre Arterhaltung wird sowohl vom französischen Staat als auch durch Finanzmittel der Europäischen Union (EU) gefördert. Auch andere Institutionen widmen sich ihrer Arterhaltung, so zum Beispiel die Naturlandstiftung Saar, in deren Naturschutzgroßgebiet „Wolferskopf“ nahe der saarländischen Stadt Merzig eine Mutterkuhherde mit Vogesenrindern steht.

## Herkunft

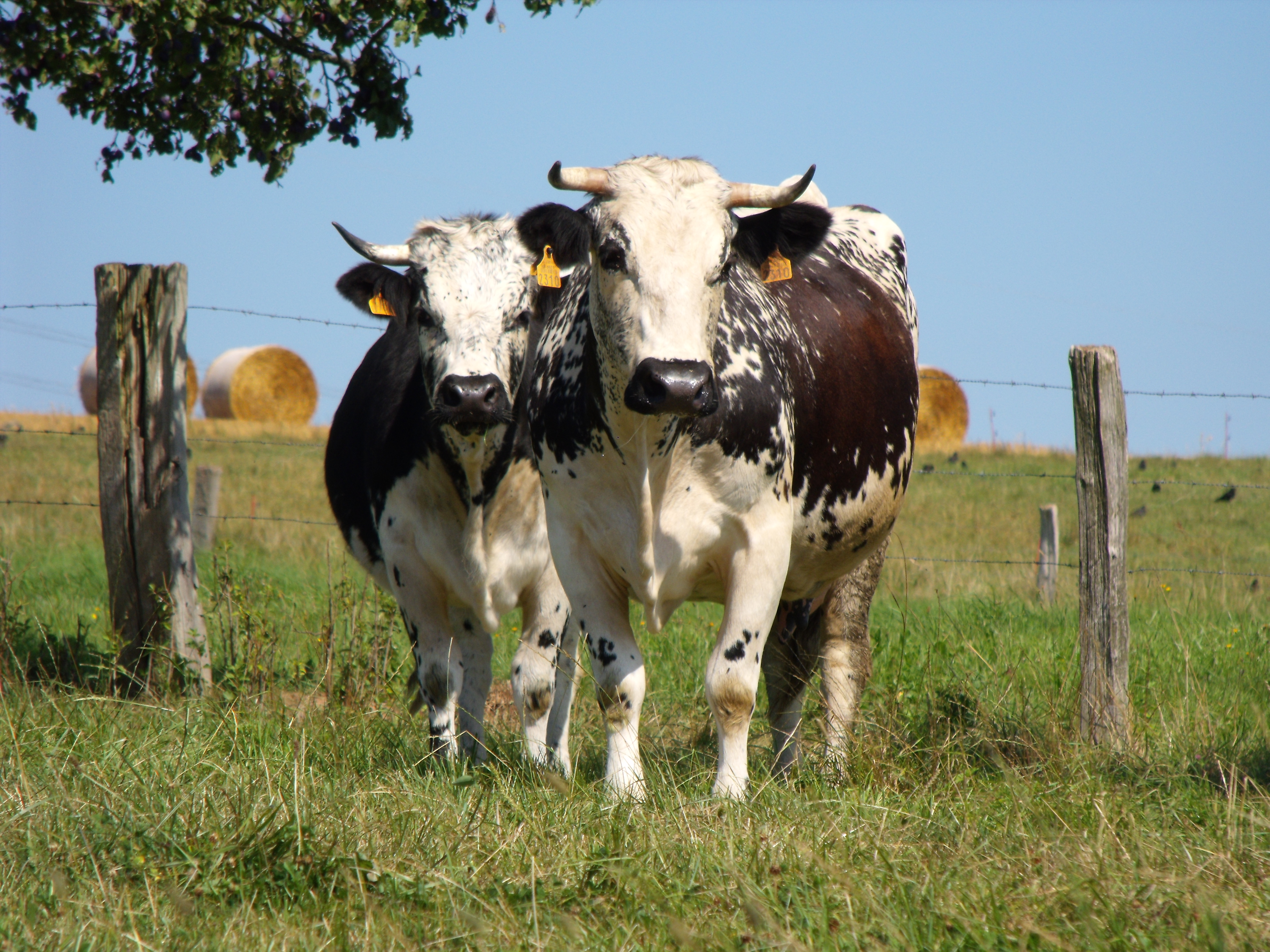
Vogesenrinder vom „Gut Lindenhof“

Nach Überlieferungen liegt der Ursprung der Rasse im 17. Jahrhundert. Zu Zeiten des Dreißigjährigen Krieges sollen skandinavische Rinder in die Vogesen verbracht und dort erfolgreich weiter gezüchtet worden sein. Die robuste Rasse konnte sich gut an die Hoch- und Mittelgebirgslandschaft der Vogesen mit ihren speziellen klimatischen Bedingungen und ihrem kalkarmen Granitformationen anpassen. Ihr Verbreitungsgebiet dehnte sich nach und nach bis ins nördliche Elsass und bis nach Lothringen aus. Das Vogesenrind dominierte die übrigen Hausrindrassen; im elsässischen Münstertal bei Munster (Haut-Rhin) zum Beispiel war der Rinderbestand zu 80 Prozent durch diese Art geprägt. In den Folgejahren wurde die Rasse wie etliche andere auch durch spezielle Neuzüchtungen verdrängt, die entweder deutlich verbesserte Milchleistungen oder optimiertes Fleisch lieferten.
Gab es 1914 noch etwa 35 000 Kühe und 1936 noch etwa 10 000, so waren es 1970 nur noch circa 3 000. Aktuell wird der Bestand auf etwa 10 000 geschätzt.

## Beschreibung
Das Vogesenrind ist von mittelgroßem Wuchs. Gekennzeichnet ist es durch die Grundfarben Schwarz und Weiß. Von der Stirn über den gesamten Rücken bis hin zur Schwanzwurzel zieht sich ein unregelmäßig geränderter weißer Streifen, der im Beckenbereich breiter wird. Die Flanken sind ebenso wie der seitliche Hals schwarz gefärbt. Von der Brust bis zur Schamgegend erstreckt sich ein weißer Streifen über den gesamten Bauchbereich bis hin zu dem weißen Schwanz. Die Kopffarbe des Vogesenrindes kann erheblich variieren; in der Regel ist sie schwarz-weiß gesprenkelt. Die Unterbeine des Rindes sind üblicherweise weiß, seine Oberschenkel weisen ebenso wie sein Bauch charakteristische, unregelmäßig geformte schwarze Einsprengsel auf. Die Hinterhand des Tiers ist recht kräftig entwickelt. Seine Hörner sind in der Regel weiß gefärbt, haben aber eine stets kleine schwarze Spitze.
Die Vorzüge des Vogesenrindes werden folgendermaßen beschrieben: anspruchslos, leichtkalbig bei guter Fruchtbarkeit, hart und widerstandsfähig, hervorragendes Kälberwachstum, frühreif, sehr gute Fleischqualität. Die Kühe haben ein Lebendgewicht von bis zu 600 kg bei einer Risthöhe von bis zu 135 cm, die Bullen können bis zu 1000 kg schwer werden und eine Risthöhe von 140 cm erreichen. Die Milchleistung liegt bei etwa 4200 Litern pro Jahr mit einem Fettgehalt von knapp 3,8 % und einem Eiweißgehalt von knapp 3,2 %.